# ماوي (بير سليمان)
ماوي (بالفارسية: ماوی) هي قرية تقع في إيران في قسم بیر سلیمان الريفي. يقدر عدد سكانها بـ 186 نسمة بحسب إحصاء 2016.